# Кавай (Нара)
Каваї (яп. 河合町, かわいちょう, каваі тьо ) — містечко в Японії, у північно-західній частині префектури Нара.